# Państwo minimalne
Państwo minimalne – państwo ograniczające się do minimalnej interwencji, niezbędnej do prawidłowego funkcjonowania społeczeństwa obywatelskiego oraz zapewniające istnienie rynku. 
Do minimalnych zadań państwa należą: stanowienie prawa, ochrona przed przemocą, ochrona przed kradzieżą, ochrona przed oszustwem, zapewnienie egzekwowania prawa oraz zapewnienie egzekwowania swobodnie zawartych umów.
Każde z tych zadań należy traktować jako warunek konieczny do zapewnienia prawidłowego funkcjonowania rynku. Najważniejszymi z nich, w przypadku rozpatrywania gospodarki rynkowej są stanowienie i egzekwowanie prawa. Warunki te kwalifikują bowiem poszczególne formy działalności gospodarczej, respektują prawo własności oraz określają związki pomiędzy poszczególnymi podmiotami gospodarczymi, wpływają na podział dochodu, efektywność i rozwój gospodarki. Zapewnienie przez państwo egzekwowania prawa sprawia, że hasła te nie są jedynie abstrakcyjnymi pojęciami. Działalność wymiaru sprawiedliwości i organów ścigania ma na celu zapewnienie ochrony zarówno obywatelom jak i przedsiębiorstwom, tak by mogły one korzystać z przysługujących im praw. 
Wykonywanie nawet minimalnych zadań państwa wiąże się z ponoszeniem ogromnych kosztów, co sprawia, że konieczne stają się funkcje dodatkowe, zwane także pomocniczymi, do których należy na przykład opodatkowanie. Płacąc podatki obywatele partycypują bowiem w finansowaniu wydatków państwa. 